# Elecciones federales de Canadá de 1963
Las elecciones federales canadienses de 1963 se llevaron a cabo el 8 de abril para elegir a los miembros de la Cámara de los Comunes de Canadá del 26º Parlamento de Canadá. Resultó en la derrota del gobierno conservador progresista minoritario (Tory) del primer ministro John Diefenbaker. Para el Partido del Crédito Social, a pesar de obtener su mayor participación en los votos, el partido perdió 6 escaños en comparación con su récord en 1962.
Durante el último año en el cargo de los conservadores, miembros del gabinete de Diefenbaker intentaron sacarlo de la dirección del partido y, por lo tanto, de la oficina del primer ministro. Además de la preocupación dentro del partido por el estilo voluble de liderazgo de Diefenbaker, había habido una seria división en las filas del partido sobre el tema de colocar misiles nucleares estadounidenses en suelo canadiense para protegerse de un posible ataque soviético. Diefenbaker y sus aliados se opusieron a esta propuesta, mientras que muchos otros conservadores y el opositor Partido Liberal estuvieron a favor. El ministro de Defensa Nacional, Douglas Harkness, renunció al gabinete el 4 de febrero de 1963, debido a la oposición de Diefenbaker a aceptar los misiles.
Cuando resultó que casi la mitad de su gabinete también estaba dispuesto a renunciar por el tema, Diefenbaker anunció que él mismo renunciaría con efecto inmediato y recomendó que el Gobernador General nombrara al Ministro de Justicia Donald Fleming como Primer Ministro interino en espera de una nueva convención conservadora. Sin embargo, los aliados de Diefenbaker lo persuadieron de no seguir adelante con la renuncia, ya que había dos mociones de desconfianza sobre el tema programadas para el día siguiente, que el gobierno no podía esperar sobrevivir con solo un primer ministro interino dirigiéndolas. Sin embargo, el furor causado por la división del gabinete y la casi renuncia de Diefenbaker dejó a los conservadores sin tiempo suficiente para negociar un acuerdo viable con el Partido del Crédito Social, en cuyo apoyo habían estado confiando para permanecer en el poder desde las elecciones anteriores, y resultó en que el gobierno de Diefenbaker perdió ambas mociones de desconfianza y, en consecuencia, cayó.
El Partido Liberal de Lester Pearson se postuló en una plataforma que prometía que, si eran elegidos, comenzarían su mandato con "60 días de decisión" sobre cuestiones como la introducción de una nueva bandera canadiense, la reforma de la atención médica y un plan público de pensiones, junto con otras reformas legislativas.
A pesar de ganar el 41% de los votos, que suele ser suficiente para garantizar la elección de un gobierno mayoritario, los liberales se quedaron cinco escaños por debajo de su objetivo. Los liberales formaron un gobierno minoritario que dependía del apoyo del socialdemócrata Nuevo Partido Democrático (NDP) para aprobar la legislación.
El NDP había sido formado en 1961 por un partido socialista, la Federación Cooperativa, y por el Congreso Laboral Canadiense. La elección de 1963 fue la segunda votación participada por el NDP. El partido obtuvo un poco menos de votos y dos escaños menos de los que había recibido en las elecciones de 1962. Se sintieron nuevamente decepcionados por el fracaso de su nueva asociación con el movimiento obrero para producir un avance electoral, particularmente en la provincia de Ontario, que tiene la mayor población y el mayor número de escaños en la Cámara de los Comunes.
El Social Credit no pudo aumentar su representación en el oeste de Canadá y perdió cuatro de sus escaños en Quebec, esto a pesar de obtener una participación ligeramente mejor en los votos en comparación con 1962. De hecho, 1963 representó la participación más alta que el partido obtendría. El resultado desigual continuo llevó a una división en el partido cuando Thompson se negó a hacerse a un lado para que Réal Caouette pudiera convertirse en líder del partido. Caouette y sus seguidores dejaron el Partido del Crédito Social para sentarse como un grupo de crédito social separado, el Ralliement des créditistes.